# Radłów
Radłów là một thị trấn thuộc huyện Tarnowski, tỉnh Małopolskie ở nam Ba Lan. Thị trấn có diện tích 17 km². Đến ngày 1 tháng 1 năm 2011, dân số của thị trấn là 2721 người và mật độ 162 người/km².